# 更新乡 (扶余市)
更新乡，是中华人民共和国吉林省松原市扶余市下辖的一个乡镇级行政单位。

## 行政区划
更新乡下辖以下地区：
南平村、平安村、曾家村、胡家村、景家村、新河村、五家村、新红村、郑家窝堡村、丛林村、富强村和房身地村。